# Gerry Chandrasena
Gustinna Wadu „Gerry“ Chandrasena (* um 1945) ist ein sri-lankischer Badmintonspieler. 

## Karriere
Gerry Chandrasena wurde 1964 erstmals nationaler sri-lankischer Meister. Elf weitere Titelgewinne folgten bis 1975. Bis auf einen Mixedtitel 1966 gewann er alle seine Titel im Herrendoppel.

## Sportliche Erfolge
| Saison | Veranstaltung               | Disziplin    | Platz | Name                                    |
| ------ | --------------------------- | ------------ | ----- | --------------------------------------- |
| 1964   | Sri-lankische Meisterschaft | Herrendoppel | 1     | Gerry Chandrasena / A. R. L. Wijesekera |
| 1965   | Sri-lankische Meisterschaft | Herrendoppel | 1     | Gerry Chandrasena / A. R. L. Wijesekera |
| 1966   | Sri-lankische Meisterschaft | Mixed        | 1     | Gerry Chandrasena / H. Molligoda        |
| 1966   | Sri-lankische Meisterschaft | Herrendoppel | 1     | Gerry Chandrasena / A. R. L. Wijesekera |
| 1967   | Sri-lankische Meisterschaft | Herrendoppel | 1     | Gerry Chandrasena / S. Veeravagu        |
| 1968   | Sri-lankische Meisterschaft | Herrendoppel | 1     | Gerry Chandrasena / S. Veeravagu        |
| 1969   | Sri-lankische Meisterschaft | Herrendoppel | 1     | Gerry Chandrasena / S. Veeravagu        |
| 1970   | Sri-lankische Meisterschaft | Herrendoppel | 1     | Gerry Chandrasena / S. Veeravagu        |
| 1972   | Sri-lankische Meisterschaft | Herrendoppel | 1     | Gerry Chandrasena / S. Veeravagu        |
| 1973   | Sri-lankische Meisterschaft | Herrendoppel | 1     | Gerry Chandrasena / Lal Anthonis        |
| 1974   | Sri-lankische Meisterschaft | Herrendoppel | 1     | Gerry Chandrasena / Lal Anthonis        |
| 1975   | Sri-lankische Meisterschaft | Herrendoppel | 1     | Gerry Chandrasena / S. Veeravagu        |